# Syringodea longituba
Syringodea longituba är en irisväxtart som först beskrevs av Friedrich Wilhelm Klatt, och fick sitt nu gällande namn av Carl Ernst Otto Kuntze. Syringodea longituba ingår i släktet Syringodea och familjen irisväxter.

## Underarter
Arten delas in i följande underarter:
- S. l. longituba
- S. l. violacea